# Samuel Doria Medina

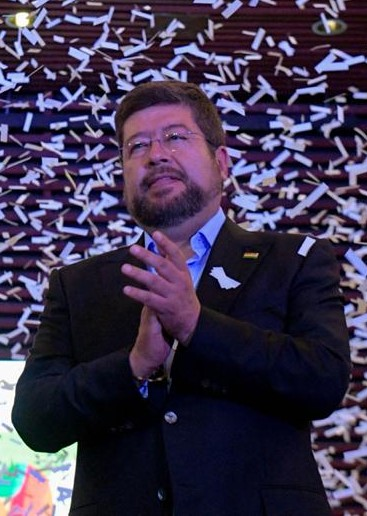
Samuel Doria Medina (2020)

Samuel Doria Medina (* 4. Dezember 1958 in La Paz) ist ein bolivianischer Politiker, mehrmaliger Präsidentschaftskandidat und Unternehmer. 
Doria Medina studierte Wirtschaftswissenschaften und Finanzwirtschaft in Bolivien, den USA und im Vereinigten Königreich. Als Mitglied des sozialdemokratisch orientierten Movimiento de Izquierda Revolucionaria (MIR) wurde er 1992 Minister für Planung und Koordination. Er gilt als einer der wichtigsten Architekten des Privatisierungsprozesses der 1990er Jahre.
Doria Medina ist einer der reichsten Männer Boliviens und hat sein Vermögen in der Bau- und Fast-Food-Branche gemacht. 1987 übernahm er die Zementfabrik SOBOCE und verkaufte seine Anteile 2014 für 300 Millionen Dollar. Über Bolivian Foods SA besitzt er die Franchises von Burger King und Subway in Bolivien und hat das legendäre Hotel Los Tajibos in Santa Cruz erworben. Er ist auch Eigentümer des Wolkenkratzers Green Tower in La Paz, der mit seinen 180 Metern derzeit das höchste Gebäude Boliviens ist.
Er war Kandidat bei den bolivianischen Präsidentschaftswahlen 2005, 2009, 2014 und 2025.

## Präsidentschaftskandidaturen
Unter Doria Medina spaltete sich 2003 die Unidad Nacional von dem MIR. Für die Partei trat er 2005 und 2009 als Präsidentschaftskandidat an. Bei der Präsidentschafts- und Parlamentswahl in Bolivien 2014 trat er für die Unidad Demócrata, ein Wahlbündnis aus Unidad Nacional und Movimiento Demócrata Social, an. Er erreichte mit 24,23 % den zweiten Platz. Bei der Präsidentschafts- und Parlamentswahl in Bolivien 2020 trat er nicht an und unterstützte Carlos Mesa.
Er kandidiert auch bei den Parlamentswahlen 2025 als Vorsitzender einer Mitte-Rechts-Koalition, obwohl er sich selbst als Sozialdemokrat und Zentrist bezeichnet. Er führt seinen Wahlkampf unter dem Motto „100 Dias, ¡ carajo !” (Hundert Tage, verdammt noch mal!) und behauptet, er könne das Land innerhalb von drei Monaten mit einer Politik, die sich an der des argentinischen Präsidenten Javier Milei orientiert, aus der Wirtschaftskrise führen. Er betont sein Image als erfolgreicher Geschäftsmann und erklärt, er wolle den Staat wie seine Unternehmen führen. Er hat auch erklärt, er werde eine Annäherung an die Vereinigten Staaten unter Donald Trump anstreben.